# 311e régiment de fusiliers motorisés de la Garde
« 116e division de cavalerie », « 12e division de cavalerie de la Garde » et « 406e régiment de chars lourds de la Garde » redirigent ici. Pour les unités homonymes, voir 311e régiment, 406e régiment, 12e division et 116e division.
Pour le 311e régiment de fusiliers motorisés de la Garde existant en 1957-1959, voir 8e division de cavalerie de la Garde.
Le 311e régiment de fusiliers motorisés de la Garde (russe : 311-й гвардейский мотострелковый полк, numéro d'unité militaire 61421) est une unité de l'Armée de terre soviétique puis russe, actuellement dissoute.
L'unité est créée comme en 1941 division de cavalerie pendant la Grande Guerre patriotique et combat de 1942 à 1945 sous le nom de 12e division de cavalerie de la Garde au sein du 5e corps de cavalerie de la Garde. Réduite à un régiment de cavalerie en 1946, elle est transformée en régiment de chars en 1954. En 1962, le 406e régiment de chars de la Garde est réorganisé en régiment de fusiliers motorisés et prend son nom final. Il est dissous en 2009 en même temps que la 5e division de chars de la Garde dont il fait partie.

## Seconde Guerre mondiale

### Division de cavalerie de la milice populaire de Rostov
La division de cavalerie de la milice populaire de Rostov (russe : Ростовская кавалерийская дивизия народного ополчения) commence à se former en septembre 1941. Elle est constituée de quatre régiments de cavalerie volontaire, d'un escadron séparé de défense chimique et d'un peloton médical-sanitaire.
Le 6 décembre 1941, la division est renommée division volontaire cosaque du Don. Elle quitte les opérations actives le 20 décembre.

### 116edivisionde cavalerie
Fin décembre 1941 ou début janvier 1942, elle est renommée 116e division de cavalerie cosaque du Don (russe : 116 Донская казачья кавалерийская дивизия). Elle est constituée des unités suivantes :
- 257e régiment de cavalerie,
- 258e régiment de cavalerie,
- 259e régiment de cavalerie,
- 105e régiment d'artillerie de cavalerie,
- 105e parc d'artillerie,
- 87e demi-escadron de transmissions,
- 72e escadron médical-sanitaire,
- 116e escadron de défense chimique,
- 88e compagnie de transport de nourriture,
- 407e hôpital vétérinaire divisionnaire,
- 327e bureau de poste de campagne,
- 1126e bureau de campagne de la Gosbank.

La division rejoint les opérations actives le 20 mai 1942, avec le 17e corps de cavalerie (pl).

### 12edivisionde cavalerie de la Garde
Le 27 août 1942, la division est élevée au rang d'unité de la Garde et devient la 12e division de cavalerie de la Garde (russe : 12 гвардейская кавалерийская дивизия) tandis que le 17e corps est renommé 4e corps de cavalerie de la Garde (en). La nouvelle composition de la division est la suivante :
- 43e régiment de cavalerie de la Garde,
- 45e régiment de cavalerie de la Garde,
- 47e régiment de cavalerie de la Garde,
- 10e groupe (divizion) d'artillerie à cheval de la Garde,
- 58e groupe antiaérienne de la Garde,
- 11e parc d'artillerie de la Garde,
- 12e détachement (divizion) de reconnaissance de la Garde,
- 9e escadron de sapeurs de la Garde,
- 87e demi-escadron de transmissions,
- 15e escadron médical-sanitaire,
- 12e escadron de défense chimique de la Garde,
- 88e compagnie de transport de nourriture,
- 407e hôpital vétérinaire divisionnaire,
- 327e bureau de poste de campagne,
- 1126e bureau de campagne de la Gosbank.

En septembre, la division rejoint le groupe de forces de la mer Noire (ru) du front transcaucasien. En novembre, elle entre dans la formation 5e corps de cavalerie de la Garde. Elle suit ensuite les opérations de ce corps jusqu'à la fin de la guerre.
La division est réorganisée le 29 mars 1943 : le groupe d'artillerie à cheval devient le 184e régiment d'artillerie et de mortiers de la Garde, la batterie antiaérienne devient le 50e groupe (divizion) de défense antiaérienne de la Garde, le détachement de reconnaissance devient 12e escadron de reconnaissance de la Garde et le demi-escadron de transmissions devient le 12e escadron de transmissions de la Garde.
La 12e division est décorée le 28 avril 1943 de l'ordre du Drapeau rouge pour ses actions au combat.
La division est renforcée à partir du 19 septembre 1943 par le 54e régiment de chars (ex-59e brigade de chars), équipé de chars légers T-80 (puis rééquipé en avril 1944 de chars Valentine IX). La division reçoit le titre honorifique Корсуньская (Korsounskaïa) le 26 février 1944 en référence à la libération de Korsoun lors de la bataille de Tcherkassy
La division reçoit le 14 novembre 1944 l'ordre de Koutouzov, 2e classe, pour sa bravoure au combat et la libération de Nyíregyháza.

## Après 1945

### Réduction en12erégimentde cavalerie de la Garde
Le 5e corps quitte à l'automne 1945 le groupement sud soviétique et la division rejoint Novotcherkassk dans la région du Don,,. En mai 1946, le corps est réduit sous le nom de 5e division de cavalerie de la Garde et la 12e division devient le 12e régiment de cavalerie de la Garde.

### Transformation en406erégimentde chars de la Garde
La division est réorganisée en 18e division de chars lourds de la Garde le 18 novembre 1954 et le 12e régiment de cavalerie de la Garde devient le 406e régiment de chars lourds de la Garde (russe : 406-й гвардейский тяжелый танковый).

### Réorganisation en311erégimentde fusiliers motorisés de la Garde
En mars 1962, le régiment est réorganisé et devient le 311e régiment de fusiliers motorisés de la Garde lorsque la division perd le qualificatif « lourds » et prend le nom de 18e division de chars de la Garde (puis 5e division de chars de la Garde à partir de janvier 1965). En juin 1962, toujours sous le nom de 406e régiment de chars de la Garde, le régiment participe à la répression de la grève de Novotcherkassk.
En 1966, la division part à Kiakhta et le régiment s'installe à la caserne aux coordonnées 50° 20′ 07″ N, 106° 27′ 31″ E.

### Brigade mécanisée
En 1982, la 5e division de chars de la Garde devient un corps d'armée combinée destiné à pouvoir exploiter une percée sur la ligne de front, sous le nom de 48e corps d'armée de la Garde. Le 311e régiment de fusiliers motorisés de la Garde devient donc la 178e brigade mécanisée de la Garde (russe : 178-я гвардейская механизированная бригада), sur BMP-1. Les unités reprennent leur désignation d'origine en juin 1989.

### Armée russe
La division reste à Kiakhta après l'effondrement de l'URSS et devient une unité des forces armées de la fédération de Russie. En juin 2009, elle devient la 37e brigade de fusiliers motorisés de la Garde et ses régiments, dont le 311e sont dissous,.

## Commandants
- 9 octobre 1941 - 15 mai 1942  : colonel Piotr Strepoukhov (ru)[3]
- 16 mai 1942 - 28 décembre 1942 : général-major Iacob Charabourko (ru)[3]
- 1er janvier 1943 - décembre 1945 : colonel Vladimir Grigorovitch (ru)[3]
- décembre 1945 - juillet 1946 : général Grigori Pankratov (ru)[21],[22]